# وضحة (بلدة)
وضحة بلدةوضحة والحايط قرية  ذكر لها عدة اسماء وضحه الجديدة، عين البومانع،ملاح البومانع، الا انها تعرف عند السكان المحلين بي وضحه والحايط  تغفو حالمة على شاطىء نهر الفرات الخالد منذ مئات السنين بجوارها آثار الحضارة  الرومانية  تتواجد اينما ذهبت في تلالها المجاورة لها وفي مدينة بالس (مسكنة القديمة ) توجد فيها اثار الحضارة الاسلامية  الأموية  تتمثل كشاهد تاريخيا مئذنتها الشامخة  قبل عام ١٩٧٥ كان معظم سكانها يملكون اراض زراعية في السهول المجاورة لنهر الفرات  يتم سقايتها من ماء الفرات العذب  لتفيض بخيراتها على عاشقيها من الفلاحين  ولكن كما ان عدد سكانها كانوا قليلين مقارنة بتعدادهم بعد عام ١٩٧٥ولكن بعد تشييد سد الفرات عام ١٩٧٥ غمرت كافة القرى والاراضي الزراعية التي كانت  بجوار سرير النهر مما اضطر إلى تجمع كافة عائلات القرية الانتقال إلى قرية وضحة كونها ترتفع جغرافيا بحدود ٢٥ م عن سطح البحيرة التي تشكلت خلف سد الفرات ولكنه بقيت تطل على عشيقها الابدي الازلي(الفرات الخالد) سكانها من العرب الاقحاح وهم من عشيرة البومانع الدليم الزبيدة القحطانية المذحجية من مذحج عدد سكنها مابين ٢٠٠٠الى٤٠٠٠ يمتهنون الزراعة وصيد السمك ومنهم من المتعلم والطبيب والمهندس والصيدلي والاستاذ والحداد والمعمار..الخ، تنقسم القرية إلى قسمين الحايط ووضحه ومن ثم إلى افخاذ منهم العرب،الجويمات،الهنجات،البو شقرة الحايط....الخ ويعرف عن سكانها الكرم والطيبة واغاثة الملهوف ويشهد لهم التاريخ  سابقاً وحتى يومنا هذا اضفتاً انهم مازلو يمتازون بأطباع وعادات العرب القديمة ومحافظون على فلكلور القرية من طابع معماري فراتي عربي  وتتميز القرية بجمالهاواطلالتها على نهر الفرات الخالد والهواء الريفي النقي وارضيها الخصبة وجمال المناخ بها نتكلم عن الشتاء فيها فالصيف اجمل اما الربيع لا احدثكم عنه في تلك القرية وكأنها سويسرا الشرق،نعم انها وضحة السحر فيها وفير ان كنت تجلس في تلالها سترى شمس الغروب وكأنها سوارة ذهب عملاقة اما ان كنت في على ضفاف البحيرة سترى فيها جزر المالديف،فكيف للعاشق لا يحبك وانتي وضحه الرقه وضحه الحضارة وانتي العز والشموخ، سوريّة تتبع إداريّاً لمحافظة حلب منطقة منبج ناحية مسكنة، بلغ تعداد سكانها 1,756 نسمة حسب التعداد السكاني لعام 2004.